# Porsche 959

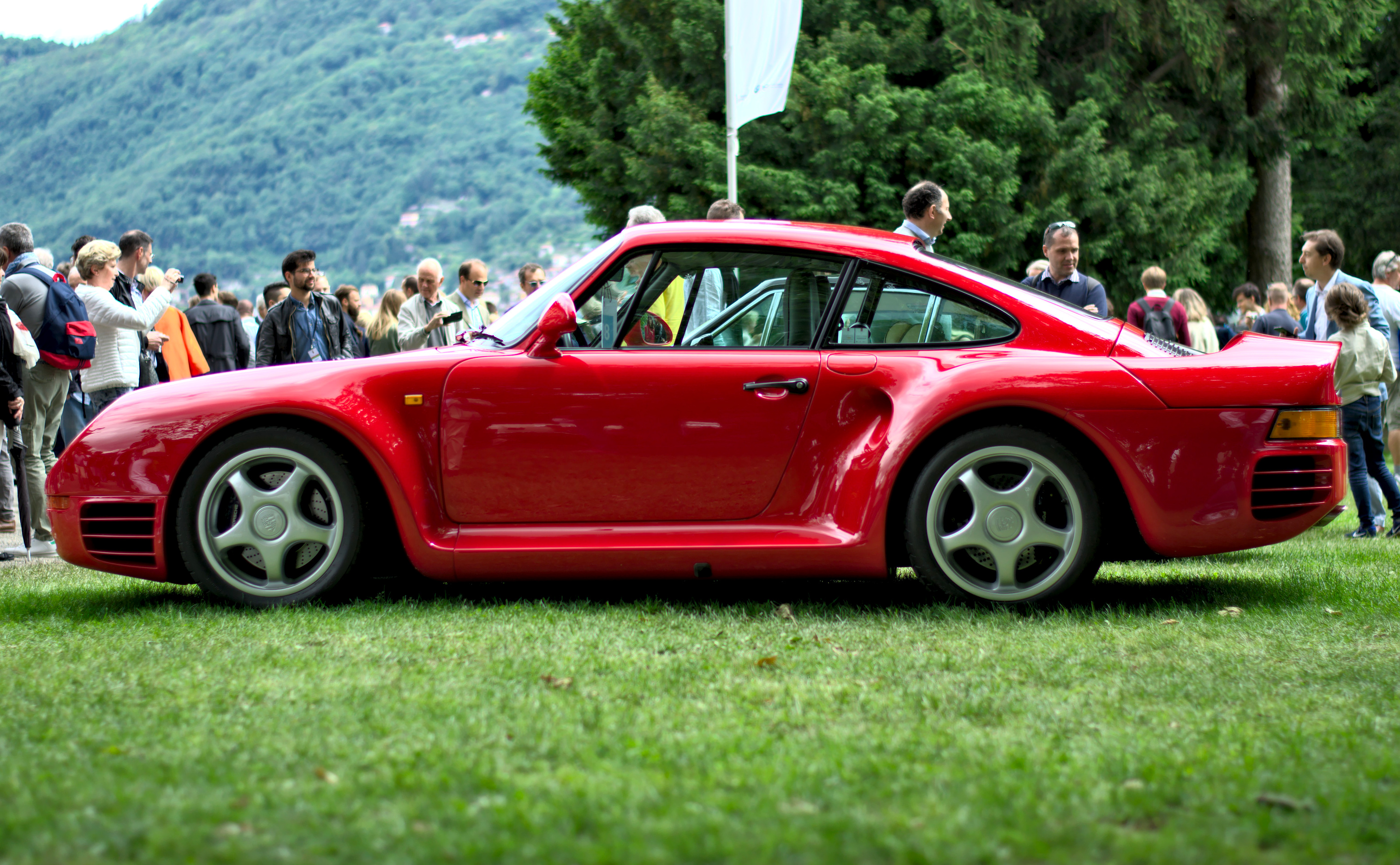
Porsche 959

De Porsche 959 is een model sportwagen van de Duitse autofabrikant Porsche. De 959 is gebouwd tussen 1986 en 1989. In eerste instantie zijn er 292 straatlegale versies van gebouwd. Ondanks zijn prijs van 420.000 Duitse marken (€ 215.000,-) was de 959 destijds snel uitverkocht. In 1992 en 1993 zijn er nog acht modellen van de 959 gebouwd van reserve-onderdelen. Deze auto’s (vier stuks in het grijs en vier stuks in het rood) hadden een nieuw ontwikkeld snelheidsafhankelijk veersysteem en waren een stuk duurder dan de eerder geproduceerde modellen, ze kostten namelijk 747.500 Duitse marken (€ 382.000,-).

## Porsche 959
De 959 werd oorspronkelijk ontworpen als nieuwe topmodel voor Porsche omdat men wilde kijken hoever het 911 concept nog verder te verbeteren was. Ook had Porsche’s hoofd technische ontwikkeling, Helmut Bott, plannen voor een revolutioniar vierwiel-aandrijvingssysteem. Toen Bott zijn plannen voorlegde aan directeur Peter Schutz, werd besloten om een concept te bouwen en mee te doen in de Groep B rallyklasse. Deze klasse gaf Porsche de kans om het prototype grondig te testen en het nieuw ontworpen vierwielaandrijvingsysteem te verfijnen.
De rallywagen werd uiteindelijk in 1983 onthuld op de Frankfurt Motorshow. Aanvankelijk bedoeld om in de Groep B te gaan racen, kwam de auto op de markt om de rallyauto gehomologeerd te krijgen. Toen de Groep B werd opgeheven werden drie 959's ingezet in de Dakar-rally. De rally van 1986 werd door de 959 van René Metge en Dominic Lemoyne gewonnen. De andere twee wagens haalden de tweede en zesde plaats.

## Supercar
Het technologische platform van de 959 werd gebouwd op basis van de 911 modellijn. Als personenwagen was de 959 een van de eerste auto's waar men het begrip supercar op toepaste. De permanent vierwielaangedreven auto met een rijhoogte die zich automatisch aanpaste naargelang de snelheid. De 959 was de eerste productiewagen met zes (handgeschakelde) versnellingen. Een aantal carrosseriedelen werd vervaardigd uit het lichte materiaal carbon-kevlar, de voorvleugel was van polyurethaan en de voorklep van aluminium. De auto was uitgerust met een 2,85 l achterin geplaatste watergekoelde boxermotor met 6 cilinders, een dubbele turbo met intercooler, die meer dan 450 pk produceerde. Dit maakte het mogelijk om van 0–100 km/u te accelereren in 3,7 seconden en een topsnelheid van 317 km/u te behalen.

## Technische gegevens

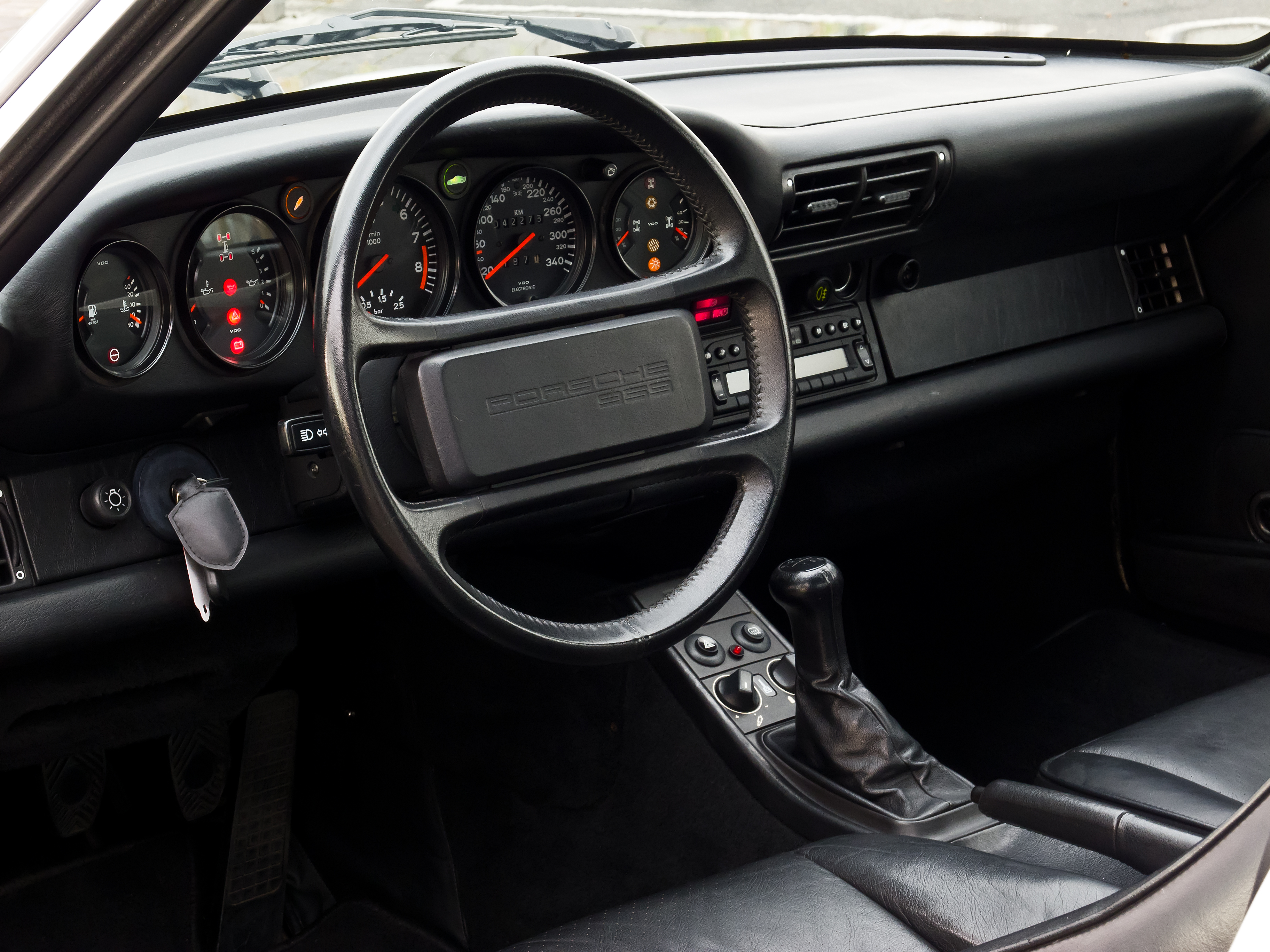
Porsche 959 interieur

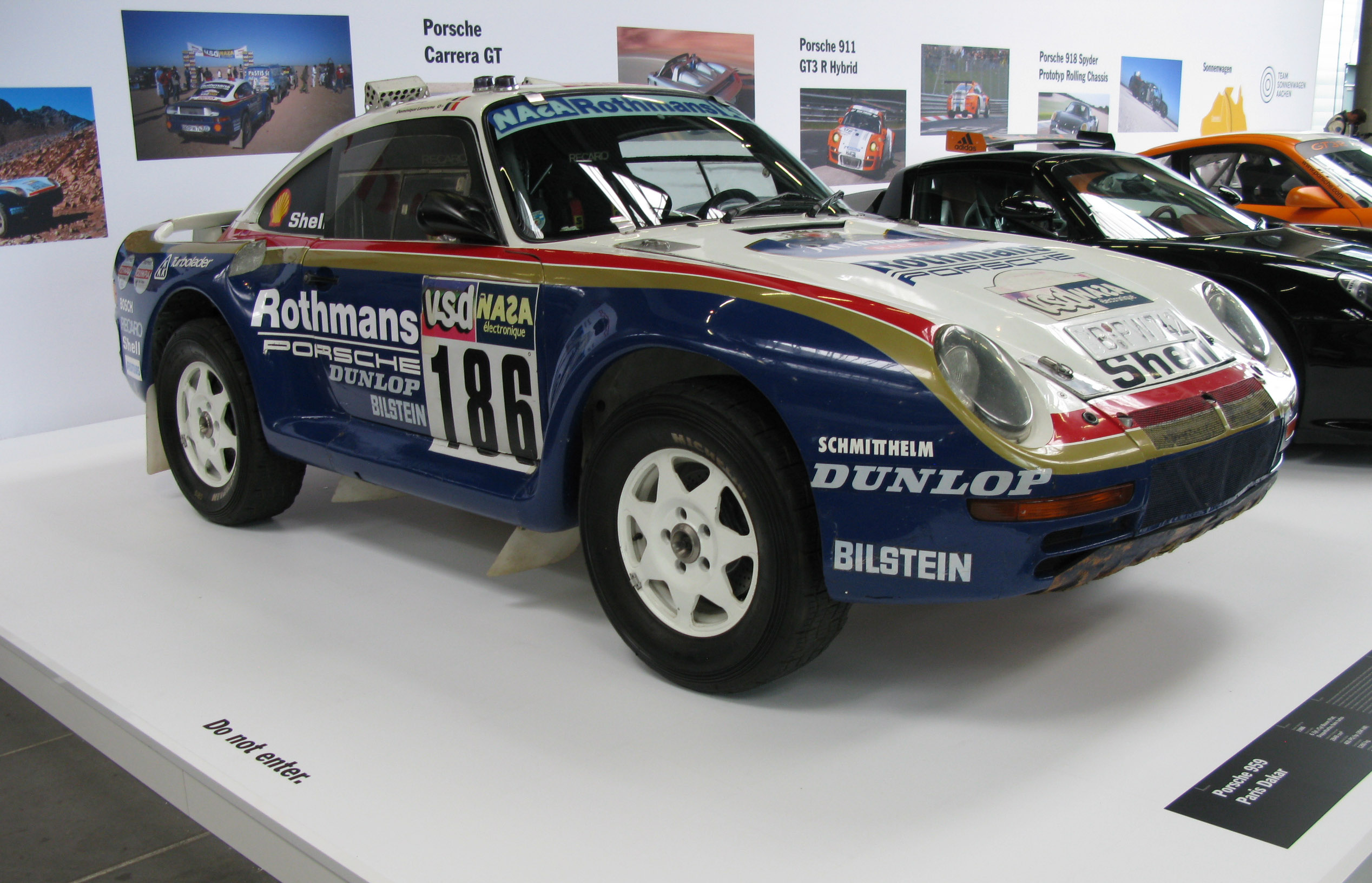
Porsche 959 Dakar rallywagen

| Gegevens:                 | Porsche 959                                                                           |
| ------------------------- | ------------------------------------------------------------------------------------- |
| Motor:                    | 6-cilinder-boxermotor met dubbele turbo                                               |
| Cilinderinhoud:           | 2847 cm³                                                                              |
| Boring × slag:            | 93 × 70,4 mm                                                                          |
| Max. vermogen:            | 331 kW (450 pk)                                                                       |
| bij tpm:                  | 6500                                                                                  |
| Max. koppel:              | 500 Nm                                                                                |
| Klepbediening:            | Twee dubbele bovenliggende nokkenassen                                                |
| Koeling:                  | Luchtkoeling, cilinderkoppen met waterkoeling                                         |
| Transmissie:              | 6-versnellingsbak, vierwielaandrijving                                                |
| Remmen:                   | Schijfremmen                                                                          |
| Wielophanging:            | Onafhankelijke wielophanging door middel van dubbele wielgeleiding                    |
| Vering:                   | Onafhankelijk schroefveren                                                            |
| Carrosserie:              | Zelfdragende stalen carrosserie met aramide en aluminium delen.                       |
| Wielbasis:                | 2272 mm                                                                               |
| Banden:                   | Magnesiumvelgen (voor: 235 × 45 VR17/achter: 255 × 40 VR17) met bandenspanningssensor |
| Maten L × B × H:          | 4260 × 1840 × 1280 mm                                                                 |
| Gewicht:                  | 1450 kg, 1350 kg ("Leichtbau"-versie)                                                 |
| Topsnelheid:              | 317 km/h                                                                              |
| Acceleratie 0 - 100 km/h: | 3,7 s                                                                                 |
| Acceleratie 0 - 200 km/h: | 13,3 s                                                                                |

## Trivia
- In 1987 werden 113 exemplaren gebouwd en in 1988 179.
- Enkele bekende personen die een Porsche 959 kochten zijn Herbert von Karajan, Jerry Seinfeld, Martina Navrátilová, Bill Gates, Paul Allen en Boris Becker.